# Bellatrix (keresztnév)
A Bellatrix női név a Bellatrix csillag nevéből ered. mely latin eredetű és a jelentése: harcos.

## Gyakorisága
Az újszülötteknek az 1990-es években nem lehetett anyakönyvezni. A 2000-es és a 2010-es években sem szerepelt a 100 leggyakrabban adott női név között.
A teljes népességre vonatkozóan a Bellatrix sem a 2000-es, sem a 2010-es években nem szerepelt a 100 leggyakrabban viselt női név között.

## Híres Bellatrixok

### Egyéb Bellatrixok
- Bellatrix Lestrange, J. K. Rowling Harry Potter című könyvsorozatának szereplője